# Moexipril

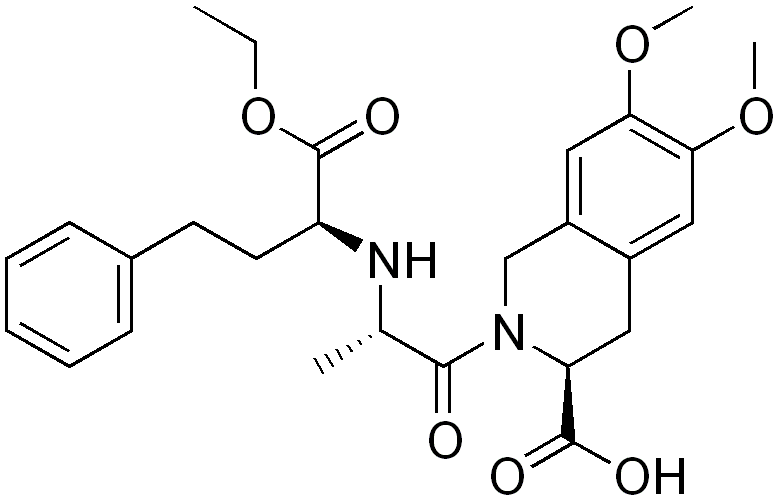

Moexipril är ett läkemedel som används för behandling av högt blodtryck. Läkemedlet tillhör en grupp läkemedel som kallas ACE-hämmare. Moexipril verkar genom att hämma de kemikalier som får blodkärlen att dra sig samman, vilket leder till att blodflödet förbättras och att hjärtat på ett mer effektivt sätt kan pumpa blod.
Moexipril kan orsaka vissa biverkningar. Till de mer allvarliga biverkningarna hör hudutslag, svimningsanfall, svårigheter att andas eller att svälja, samt svullnad av ögon, ansikte, tunga, läppar, ben eller armar. De lindrigare biverkningarna inkluderar halsont, hosta, yrsel, heshet, trötthetssymptom, diarré, huvudvärk, kräkningar, feber, ökad hjärtrytm och muskelvärk.